# Cratere Vogel (Marte)
Vogel è un cratere sulla superficie di Marte.
Il cratere è dedicato all'astronomo tedesco Hermann Carl Vogel.